# Трачук Оксана Омелянівна
Оксана Омелянівна Трачук (?, село Рудка, тепер Демидівського району Рівненської області — ?) — українська радянська діячка, новатор виробництва, робітниця швейного цеху Дубенської трикотажної фабрики Рівненської області. Депутат Верховної Ради УРСР 5-го скликання.

## Біографія
Народилася в бідній селянській родині. Трудову діяльність розпочала з одинадцятирічного віку, наймитувала.
Брала участь в нелегальній діяльності комсомольської організації КПЗУ на Рівненщині. У 1936 році заарештована польською владою, засуджена до п'ятирічного ув'язнення. У вересні 1939 року вийшла на волю.
У 1940—1941 роках працювала головою сільської ради в Демидівському районі Рівненської області, організовувала перші колгоспи.
Під час німецько-радянської війни була евакуйована до Калузької області РРФСР, працювала в колгоспі. Потім повернулася на Рівненщину.
З 1948 року — робітниця швейного цеху Дубенської трикотажної фабрики Рівненської області. Виконувала виробничі завдання на 150—180 %.